# Mark Bogatyrev
Pour les articles homonymes, voir Bogatyriov.
Mark Konstantinovitch Bogatyrev (en russe : Марк Константи́нович Богатырёв) est un acteur russe né le 22 décembre 1984 à Obninsk en URSS. Il est principalement connu pour avoir joué le rôle de Maxime Lavrov dans la série La Cuisine (Кухня).

## Biographie
Mark Konstantinovitch Bogatyrev a vécu et étudié jusqu'à l'âge de 21 ans à Obninsk, où il est né le 22 décembre 1984. Élevé par sa mère qui n'a que peu de temps à lui consacrer (son père a quitté le foyer alors que Mark était encore très petit), Mark passe une enfance difficile.
À la fin de ses études secondaires, après avoir joué au théâtre D.E.M.I., il souhaite devenir acteur professionnel et entrer dans un institut théâtral. Sa mère et sa grand-mère lui conseillent plutôt d'acquérir une formation plus réaliste, et ensuite seulement de faire ce qui lui plaît. Mark prévoit alors d'étudier l'économie, mais tombe par hasard sur le casting du film Les Insatiables (Ненасытные, 2006) de Ruslan Baltzer, où il fait la connaissance de l'acteur Nikita Yefremov. Nikita le convainc alors de le rejoindre à l'école-studio MKHAT, où il venait d'entrer. Mark est diplômé en 2010 de l'école-studio MKHAT (cours de l'artiste émérite de Russie Igor Zolotovitski). De 2010 à 2013, Mark est acteur au MKhAT Anton Tchekhov.

## Carrière

### Cinéma
- 2018 : Les Derniers Sapins de Noël (Ёлки последние) de Egor Baranov : acteur

### Théâtre

#### MKhAT Anton Tchekhov
- Blanche-neige et les sept nains (selon un conte de L. E. Oustinov et Oleg Tabakov, mise en scène de Mikhaïl Mironov) : le nain vendredi
- Maître et Marguerite (selon le roman de Mikhaïl Boulgakov, mise en scène de Yanosh Sas) : le bon larron, un spectateur du théâtre Variété, un invité au bal
- Maudits et tués (selon le romand de Victor Astafiev, mise en scène de Viktor Ryzhakov) : Zelentsov
- Ne quittez pas ceux que vous aimez (selon une pièce d'Alesandr Volodine, mise en scène de Vitkor Ryzhakov) : Kozlov
- Ondine (selon la pièce de Jean Girod, mise en scène de Nikolaï Skorik) : chevalier Gans
- Khanuma (selon la pièce d'Avksenti Tsagareli) : Timote

#### Théâtre et clubMasterskaïa
- Cinq exploits (selon l’œuvre d'Alexandre Vvedenski et Daniil Harms, et la mythologie grecque, mise en scène de Mikhaïl Milkis) : le chien Cerbère